# Trénovací data
Trénovací data jsou data (v konkrétní počítačové podobě například databáze nebo adresář se soubory), na kterých se v umělé inteligenci nebo strojovém učení odhadují parametry a/nebo struktura modelu. Trénovací data skládají ze vstupního vektoru (množiny) dat a v případě učení s učitelem také odpovídajícího vstupního vektoru dat.
Pro správné naučení inteligentního systému je obvykle potřeba dostatečně množství reprezentativních trénovacích dat, a to jak pro učení s učitelem, tak i učení bez učitele.
Trénovací data se před zahájením učení někdy dělí na podmnožiny s různým určením:
- Trénovací množina je sada dat, ve které algoritmus nachází určitý vztah, např. provádí jejich regresní analýzu, čímž se 'učí'.
- Validační množina je sada dat, která se během učení používají pro odhad metaparametrů modelu ve snaze vyhnout se jeho 'přeučení' (regularizace modelu).
- Testovací množina je sada dat, která se používají pro ověření kvality naučeného systému.